# Quo vadis, Domine ?
Pour les articles homonymes, voir Quo Vadis.

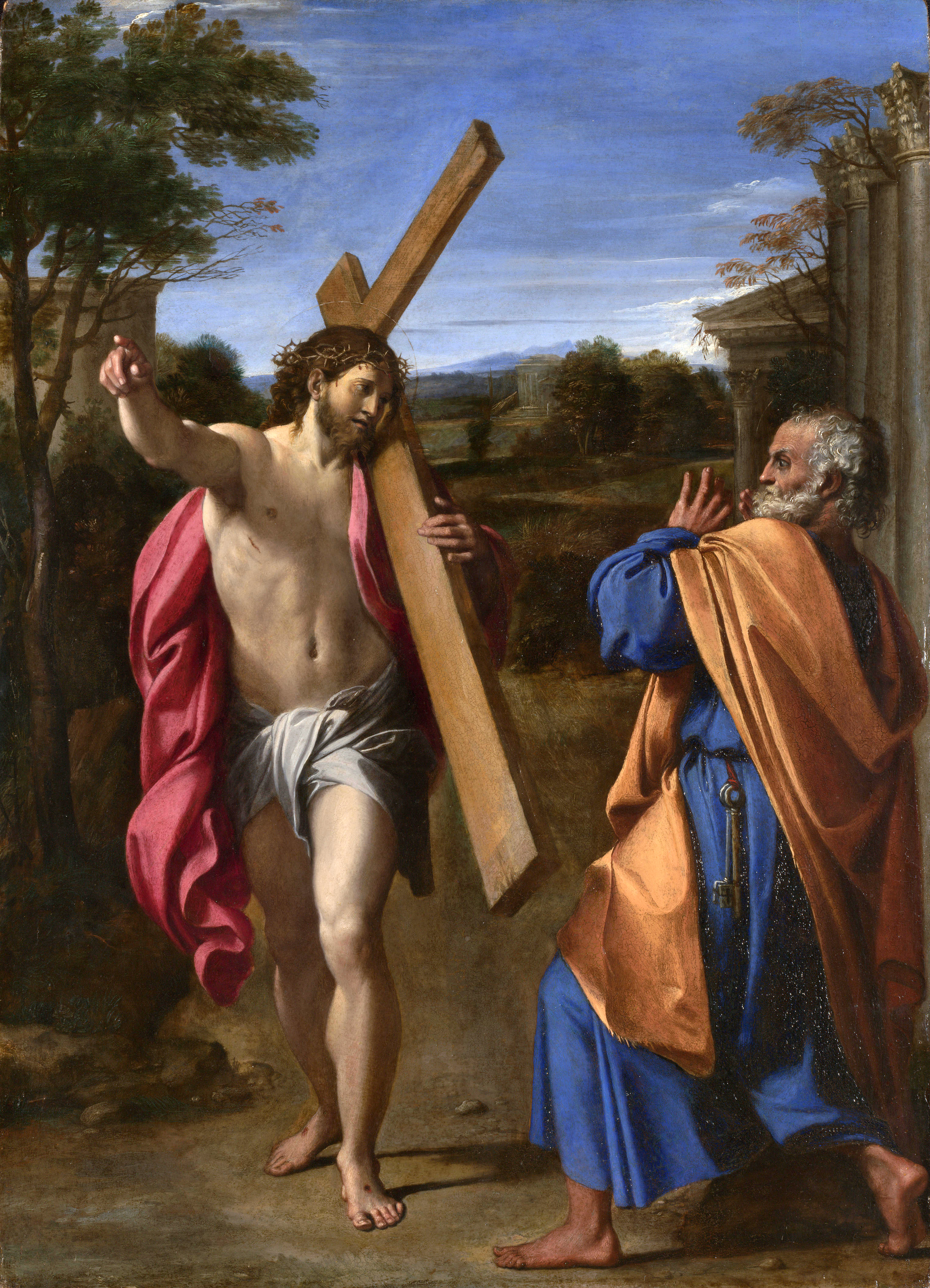
Domine, quo vadis ? (1602) par Annibale Carracci

Quo vadis, Domine ? est une phrase latine qui signifie « Où vas-tu, Seigneur ? » L'expression se réfère à une tradition chrétienne liée à l'apôtre Pierre. Dans le texte apocryphe intitulé Actes de Pierre (XXXV), Pierre quitte Rome, marchant sur la voie Appienne, fuyant une possible persécution. Alors qu'il atteint une porte de Rome, il rencontre Jésus. Il lui demande « Quo vadis Domine ? (Où vas-tu Seigneur ?) » (Actes de Verceil en Latin). Dans la traduction latine, Jésus lui répond : « Romam eo iterum crucifigi (Je vais à Rome pour être de nouveau crucifié) »,. Pierre lui demande : « « Seigneur, seras-tu de nouveau crucifié ? » Et le Seigneur lui dit : « Oui, je serai de nouveau crucifié,. » » Pierre comprend le reproche de Jésus et retourne alors à Rome, où il est immédiatement arrêté pour finalement être crucifié la tête en bas,.
La chapelle de Quo vadis, Domine à Rome est construite au croisement des via Appia et Ardeatina où, selon la légende, Pierre a vu Jésus.

## Arrestation de l'apôtre Pierre
Dans la version attribuée à Linus des Actes de Pierre, l'épisode Quo vadis est situé entre deux arrestations de l'apôtre Pierre effectuées par deux personnages appelés Agrippa et Albinus qui conjuguent leurs efforts pour l'arrêter et le jeter en prison. Agrippa est préfet et Albinus est qualifié « d'ami de César ». César ici, semble être Néron puisque l'ensemble du récit est situé sous cet empereur. Les Actes de Pierre indiquent que la très belle femme d'Albinus qui est chrétienne organise l'évasion de l'apôtre Pierre,. Bien que le texte prenne la précaution de préciser avant les mentions d'Agrippa et Albinus que « maintenant Pierre était à Rome », on ne peut s’empêcher de voir derrière Agrippa et Albinus le roi Agrippa II et Lucceius Albinus, le procurateur de Judée de 62 à 64. La fonction du premier était en effet préfet et vu les postes dont il a bénéficié il est tout à fait vraisemblable qu'Albinus ait pu se parer du titre d'« ami de César ».

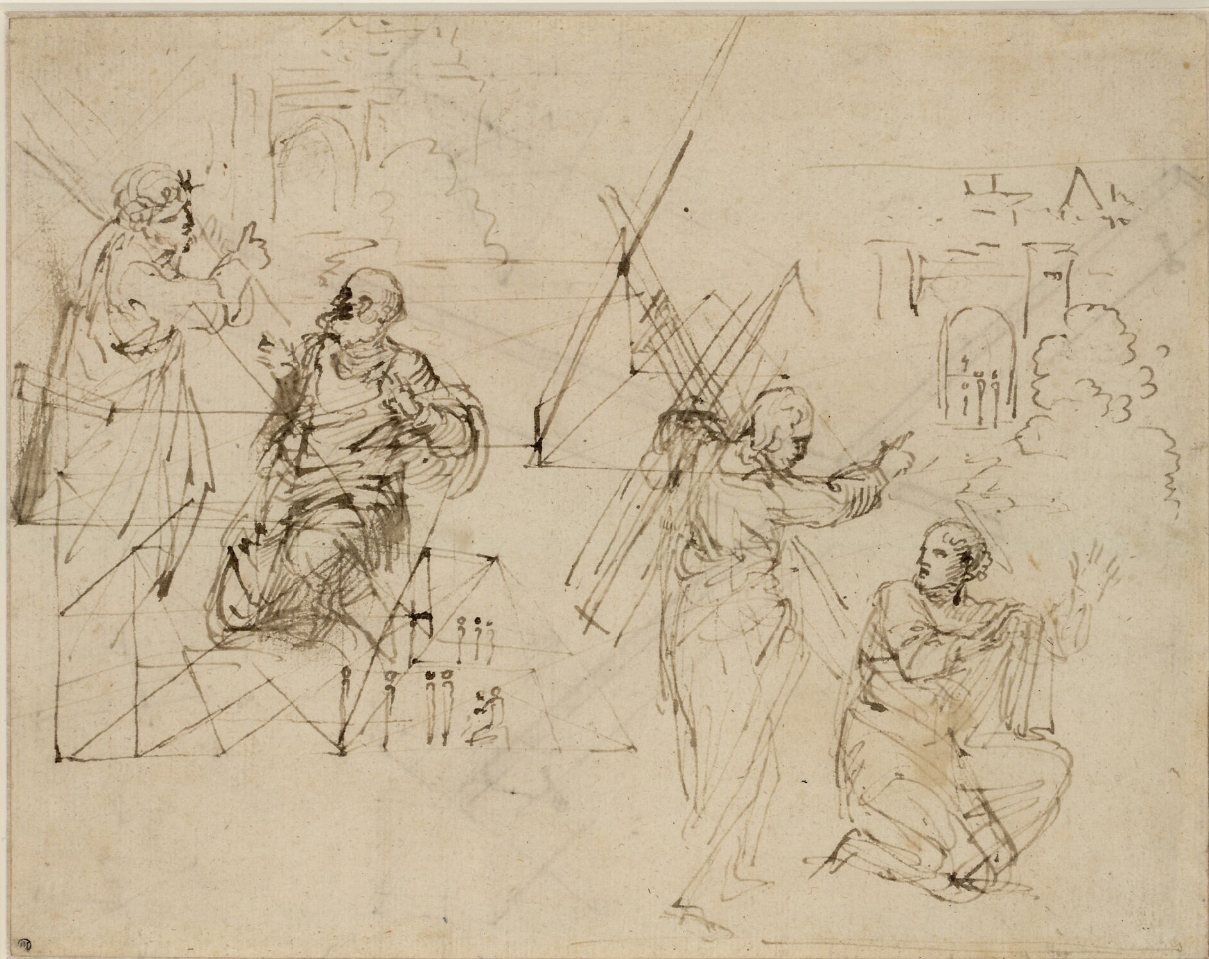
Domine, quo vadis?, par Annibale Carracci, études pour la voûte de la chapelle Cerasi, église Santa Maria del Popolo, Rome.

Dans les Actes des Apôtres, l'apôtre Pierre est arrêté sur l'ordre d'un dirigeant désigné sous le nom dynastique « Hérode », sans plus de précisions, avant la relation de la mort du roi de Judée Agrippa Ier (44). Il a donc été émis l'hypothèse que l'Albinus des Actes de Pierre ait pu être Lucceus Albinus et que l'arrestation de Pierre, suivie de son évasion et qui est placée avant la mort d'Agrippa Ier dans les Actes des Apôtres aurait pu en fait avoir lieu sous Albinus et Agrippa II. Les historiens ont en effet de multiples raisons de penser que cet épisode n'a pas été placé au bon endroit du récit des Actes des apôtres et se situe en tout cas après la mort d'Agrippa Ier et même après la mort de Theudas, (44-46), notamment les incohérences chronologiques qui découlent du discours de Gamaliel l'Ancien,. Le récit des Actes des Apôtres est en effet composé de deux grands ensembles qui se suivent la « Geste de Pierre » (§ 1 à 12) suivie de la « Geste de Paul » (§ 13 à 28). Après cette arrestation et son évasion avec l'aide d'un « ange », Pierre disparaît du récit en Ac 12, 18, pour n'être plus mentionné qu'une fois, au moment de la réunion de Jérusalem au chapitre 15. Toutefois selon Marie-Émile Boismard et Arnaud Lamouille, cet épisode qui aurait été initialement raconté dans la « Geste de Pierre » aurait été déplacé et inséré dans la « Geste de Paul », en Actes 15, 5s par le deuxième rédacteur des Actes, qui pourrait être Luc l'évangéliste.
Dans les Actes de Pierre, cette arrestation est suivie par le célèbre épisode du Quo vadis, où après être sorti de Rome, Pierre rencontre Jésus en chemin pour aller se faire crucifier dans la ville éternelle. C'est alors qu'il lui demande « Quo vadis Domine ? (Où vas-tu Seigneur ?) » et que Jésus lui répond : « Je vais à Rome pour être de nouveau crucifié »,. Pierre retourne donc à Rome où il sera immédiatement arrêté et crucifié, tandis que Jésus remonte au ciel.

## Dans la fiction
L'écrivain polonais Henryk Sienkiewicz en a tiré un roman Quo Vadis: Un récit des temps de Néron (1895), qui a donné naissance à plusieurs films, dont la version de 1951 a été nommée huit fois à la cérémonie des Oscars. Pour ce roman épique et historique, Sienkiewicz a reçu le prix Nobel de littérature en 1905